# 서울광진학교
서울광진학교는 서울특별시 광진구 구의동에 소재하는 공립 특수학교이다. 발달장애 학생을 위한 교육환경을 만들기 위해 초등학교, 중학교, 고등학교, 전공과 과정이 통합된 형태의 학교이다.
학생들을 실어나르는 스쿨버스가 4대 있으며
돌봄교실을 제외한 모든학생이 2시반에 하교한다

## 연혁
- 1999년 3월 4일 : 개교